# Just believe in love
「Just believe in love」（ジャスト・ビリーブ・イン・ラヴ）は、ZARDの14作目のシングル。

## 概要
- 6枚目のアルバム『forever you』からの先行シングル。
- 表題曲のタイアップ先のドラマのタイトルが、ZARDの楽曲・アルバムにある『揺れる想い』となっている。
- 「IN MY ARMS TONIGHT」以来の横型ジャケット。また横型ジャケットでは最後の作品である。
- 本作の歌詞の冒頭に出てくる”擦り切れるほど聴いたアルバム”とは坂井の実話であり、1999年にZARDとしてもカバーした「CAN'T TAKE MY EYES OFF OF YOU」のことである。
- ジャケット写真を中心としたほぼ静止画のみで構成されたショート映像しか公開されていなかったが、坂井の死後に開催された追悼ライブ『What a beautiful memory 〜forever you〜』において、大阪のGrand Cafeで収録されたフル歌唱映像が初公開された。また、本作のレコーディング時に曲をテンポを細かく確認するシーンや「良い曲ですよね」と語るシーンも初公開され、『ZARD MUSIC VIDEO COLLECTION 〜25th ANNIVERSARY〜』に収録された。

## 収録曲
1. Just believe in love
作詞：坂井泉水
作曲：春畑道哉
編曲：葉山たけし
  - TBS系ドラマ『揺れる想い』主題歌。TVサイズのアレンジは歌い出しがサビになっているなど、シングルバージョンとは異なる[1]。
  - 「IN MY ARMS TONIGHT」以来のTUBEの春畑道哉作曲。また編曲もシングルでは「負けないで」以来の葉山たけし。
2. Ready,Go!
作詞：坂井泉水
作曲：川島だりあ
編曲：葉山たけし
  - 川島だりあが提供した楽曲はこの曲が最後である。
  - 2001年発売のセレクションアルバム『ZARD BLEND II 〜LEAF&SNOW〜』にアルバム初収録となった。1999年のベストアルバム『ZARD BEST 〜Request Memorial〜』には未収録であるが、リクエストではカップリングでは5位となった。2008年のベストアルバム『ZARD Request Best 〜beautiful memory〜』では総合22位で収録された。
  - 軽い気持ちで制作した、「負けないで」に相応する開放的で前向きな詞の元気ソングだと、坂井自身は評している。
3. Just believe in love（オリジナルカラオケ）

## 楽曲の収録アルバム
- forever you（#1）
- ZARD BEST The Single Collection 〜軌跡〜（#1）
- ZARD BLEND II 〜LEAF&SNOW〜（#2）
- ZARD Request Best 〜beautiful memory〜（#2）
- ZARD Single Collection 〜20TH ANNIVERSARY〜（#1,2）